# Niemiecki Komisariat Plebiscytowy

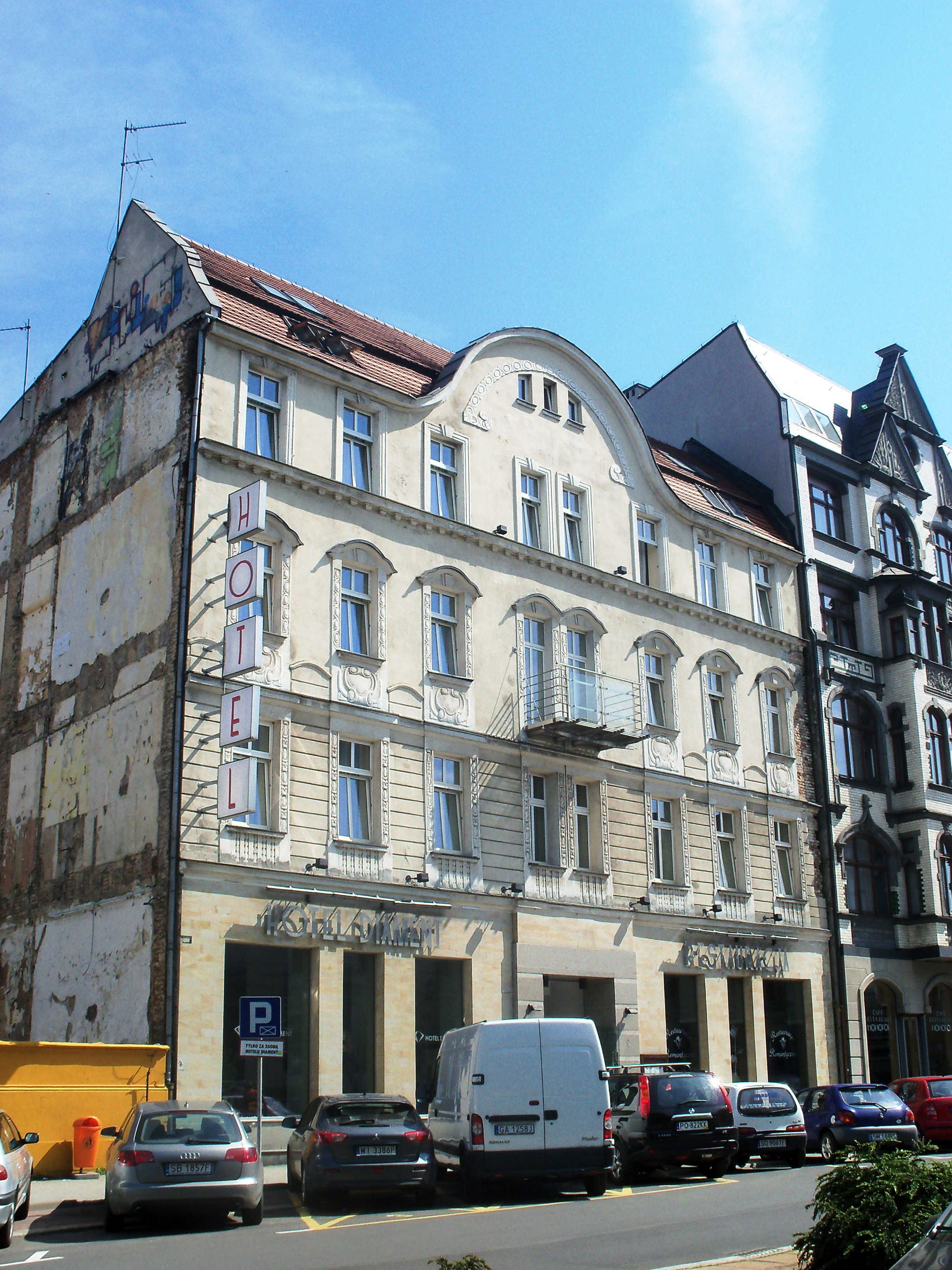
Budynek dawnego Hotelu Cechowego w Katowicach przy Dworcowej 9 - była siedziba Niemieckiego Komisariatu Plebiscytowego (1919-21)

Niemiecki Komisariat Plebiscytowy (niem. Plebiszitkomissariat für Deutschland) − powstał 4 kwietnia 1920. Jego siedzibę ulokowano w katowickim Zentralhotel, zaś komisarzem został mianowany burmistrz Rozbarku, dr Kurt Urbanek. Komisariatowi podlegały podkomisariaty (niem. unterkomissariate) zlokalizowane we wszystkich powiatach objętych plebiscytem na Górnym Śląsku. Głównym zadaniem Niemieckiego Komisariatu Plebiscytowego było podejmowanie wszelkich działań zapewniających pozostanie obszaru plebiscytowego w obszarze państwa niemieckiego. Formalnie nadzorował przygotowanie list osób uprawnionych do głosowania, zapewniał transport Niemców na Śląsk, ich zakwaterowanie i zaopatrzenie oraz reprezentował Niemców zainteresowanych pozostawieniem Śląska przy państwie niemieckim przed władzami Republiki Weimarskiej oraz przed Międzysojuszniczą Komisją Plebiscytową.
Niemiecki Komisariat Plebiscytowy powstał stosunkowo późno, ale też niewiele miał do zrobienia. Niemcy swoje działania przygotowawcze do przeprowadzenia i wygrania plebiscytu rozpoczęli jeszcze zanim zapadły decyzje o przeprowadzeniu plebiscytu na pokojowej konferencji w Paryżu. 26 maja 1919 powołano Związek Obrony Niemczyzny Pogranicznej i Zagranicznej (niem. Deutscher  Schutzbund für das Grenz- und Auslandsdeutschtum, DS). DS, którego centralę umieszczono w berlińskim pałacu Bellevue, miał zajmować się organizowaniem proniemieckich akcji przeciwko "przenikającym" na teren Rzeszy aktywistom z sąsiednich państw, na rzecz których Niemcy ponieśli lub mogli w przyszłości ponieść jakieś straty terytorialne. DS w szczególności koordynował i mobilizował miejscowe siły, zaś środków na ich działalność dostarczało głównie państwo. Z racji swych celów DS reprezentował także niemiecką ludność Śląska, był jednak całkowicie uzależniony i spełniał zadania wyznaczane przez władze państwowe w szczególności przez Ministerstwo Sprawa Wewnętrznych (niem. Reichsministerium des Innern, RdI), Ministerstwo Spraw Zagranicznych (niem. Auswärtiges Amt, AA) oraz centralę Służba Ojczyźnie (niem. Reichszentrale für den Heimatdienst, RfH). Oficjalne mieszanie się DS (jako instytucji państwowej) do plebiscytu Traktat Wersalski wykluczał.
Z inicjatywy DS w listopadzie 1919 powołano Zjednoczone Związki Wiernych Ojcowiźnie Górnoślązaków (niem. Vereinigte Verbände Heimattreuer Oberschlesier, VVHO)  była to organizacja obejmująca całe Niemcy i zrzeszająca emigrantów pochodzących ze Śląska. VVHO zastąpiły dotychczasową śląską organizację pod nazwą Wolne Stowarzyszenie dla Ochrony Górnego Śląska (niem. Freie Vereinigung zum Schutze Oberschlesiens, FVSO). Szefem VVHO został sekretarz generalny K. Müller. Ich siedziba mieściła się w Breslau, natomiast sama organizacja miała oparcie wśród wychodźców wędrujących za pracą. Pośród nich poszukiwano chętnych do wyjazdu na plebiscyt oraz prowadzących rozłamową działalność wśród zwolenników opcji propolskiej. VVHO różnymi sposobami starały się zniechęcać i utrudniać rejestrację zwolennikom oderwania Śląska od Niemiec. VVHO dysponowały wydziałem organizacji bojówek i ściśle współpracowały z berlińską policją. Rozkazy z Berlina pozwalały miejscowym bojówkom działać pod nieobecność miejscowej policji, na czas akcji, zazwyczaj kierowanej do innego miejsca. VVHO 10 lutego 1920 przygotowała tajną instrukcję określającą zasady działania niemieckich organizacji w całych Niemczech, a w szczególności na obszarze plebiscytowym. Do ich obowiązkowych działań zaliczono działalność propagandową, rejestrację głosujących, wytypowanie i zabezpieczenie  miejsc do głosowania. DS miał zabezpieczyć transport emigrantów na Śląsk. W grudniu 1919 na Górnym Śląsku utworzono Związek Wiernych Ojcowiźnie Górnoślązaków (niem. Verband Heimattreuer Oberschlesier), powstały na bazie FVSO. Związek dzielił się na Kreisgruppen (okręgi powiatowe) oraz Ortsgruppen (lokalne). Latem 1920 liczył około 10 tys. mężów zaufania (niem. Obleute) zorganizowanych w około stu grupach rozrzuconych po 19 powiatach objętych plebiscytem.
Wzorcem dla proniemieckich organizacji działających na Śląsku była działalność i organizacja powstałego jeszcze w 28 sierpnia 1894 Niemiecki Związek Kresów Wschodnich (niem. Deutscher Ostmarkenverein). DS i powstałe z jego inicjatywy organizacje finansowane były przez rządy Rzeszy i Prus oraz przemysłowców. W latach 1920–1922 na działalność plebiscytową Niemcy wydały 68 milionów marek w złocie. Na Śląsku Niemcy mieli też poparcie ze strony Kościoła, któremu przewodził biskup Adolf Bertram. Swą obecnością uwiarygodniał powstające organizacje (np. VVHO), powołała szereg nowych parafii na których czele postawił księży o proniemieckich poglądach. Dodatkową zachętą dla ich starań było obiecanie, po wygranym plebiscycie, przeniesienia do bogatszych parafii.